# Cadwallon ap Cadfan

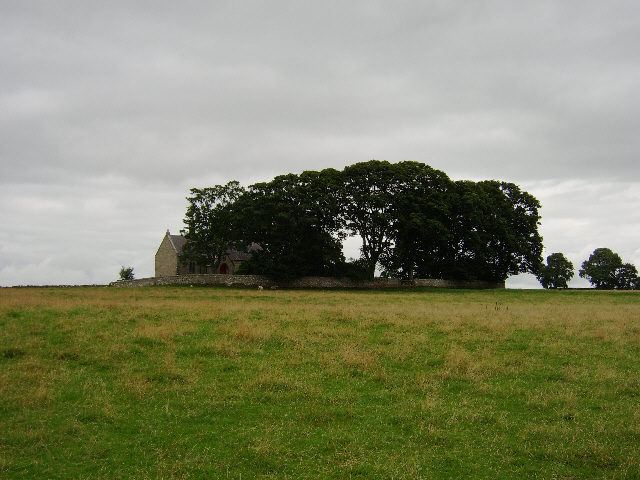
St Oswalds Church, eine ursprünglich von Oswald nach dem Sieg über Cadwallon bei Heavenfield errichtete Kirche

Cadwallon ap Cadfan († 634), auch Cadwalader, Caswallon oder Catgublaun war ein König des walisischen Königreichs Gwynedd.

## Leben
Cadwallon war der Sohn von Cadfan ap Iago und wurde nach dem Tod seines Vaters um 625 König von Gwynedd, das sich damals über Nordwales und bis nördlich des Mersey, vielleicht sogar bis Carlisle erstreckte. Er soll mit einer Tochter von Pybba, dem König von Mercia verheiratet gewesen sein. Zwischen seinem Reich, dem walisischen Gwynedd, und dem angelsächsischen Königreich Northumbria bestand eine tiefe Feindschaft. Der angelsächsische König Æthelfrith hatte die Waliser 613 in der Schlacht von Chester entscheidend geschlagen. Aus Rache für diese Niederlage plünderte Cadwallon 629 Northumbria, doch wurde er von Edwin, dem Nachfolger Æthelfriths, bei Morpeth besiegt und zurück nach Wales gedrängt. Dort wurde er auf der Insel Glannauc, vermutlich Priestholm bei Anglesey belagert und musste schließlich 631 nach Irland flüchten. 
Schon 632 kehrte er nach Wales zurück und verbündete sich, obwohl er selbst ein Christ war, mit seinem Schwager Penda, dem heidnischen König von Mercia. Zusammen fielen sie in Northumbria ein und besiegten am 12. Oktober 633 Edwins Armee in der Schlacht von Hatfield Chase nordöstlich von Doncaster. Edwin und sein Sohn Osfrith fielen in der Schlacht und Northumbria wurde anschließend von den Siegern geplündert. Bei den Plünderungen sollen die Waliser unter Cadwallon ihre heidnischen Verbündeten noch übertroffen haben. Cadwallon schwor, alle Angelsachsen aus England zu vertreiben. Der Bischof von York, Paulinus, flüchtete mit der Witwe von Edwin und deren Kindern nach Kent. Northumbria zerfiel nach dieser Niederlage wieder in zwei Reiche, Deira und Bernicia. Obwohl sich Osric von Deira mit Eanfrith von Bernicia verbündete und beide ihren christlichen Glauben ablegten, um vermutlich die Mercier für sich zu gewinnen, wurden sie 634 von Cadwallon besiegt und getötet. Im gleichen Jahr sammelte jedoch Oswald, ein jüngerer Bruder Eanfriths und Neffe Edwins, eine neue Armee und verbündete sich mit Domnal, dem irisch-schottischen König von Dalriada. Cadwallons zahlenmäßig überlegene Armee wurde von Oswald und Domnal nördlich des Hadrianswalls überrascht und in der Schlacht von Heavenfield vernichtend geschlagen. Cadwallon konnte zunächst flüchten, wurde aber bei Denisebun eingeholt und getötet. Mit der Niederlage und dem Tod Cadwallons erlangten die Angelsachsen wieder die Vorherrschaft über Nordengland zurück. 
In Gwynedd riss nach seinem Tod Cadafael ap Cynfedw die Macht an sich. Cadwallons Sohn Cadwaladr konnte nach dessen Tod 654 wieder die Macht in Gwynedd zurückerobern.